# ディエゴ・ウリッシ
ディエゴ・ウリッシ（Diego Ulissi、1989年7月15日 - ）は、イタリア、チェーチナ出身の自転車競技（ロードレース）選手。

## 経歴
2010年、ランプレ＝ファルネーゼ・ヴィーニ（現 ランプレ・メリダ）と契約。
2011年、ジロ・デ・イタリア 第17ステージにおいて、ジョヴァンニ・ヴィスコンティ、パブロ・ラストラス、ヤン・バケランツとの4人のゴールスプリント争いとなり、ゴール直前で先頭に立ったが、ウリッシの後位から道沿いへとチェンジオブスペースを試みたヴィスコンティが、ウリッシのコース取りが邪魔だとして右手でウリッシを払いのけながら1着で入線し、以下同タイムでウリッシ、ラストラスと続いた。しかし、前述のヴィスコンティの行為が違反とみなされ、ヴィスコンティは3位に降着。ウリッシが繰り上がって区間優勝を果たした。
2013年、ツール・ド・ポローニュ第1ステージにて並み居る強豪を抑え、1級山岳を制して優勝。
2014年、ツアー・ダウンアンダー第2ステージでは得意の登りスプリントで勝利。ジロ・デ・イタリアでは第5ステージ、第8ステージの山岳フィニッシュを制して勝負強さを見せたが、期間中のドーピング検査で陽性となり暫定的に出場停止状態に置かれた。同年9月に疑いが晴れ復帰している。
2015年、ジロ・デ・イタリア第7ステージでも登りスプリントを制して優勝。
2016年のジロ・デ・イタリアも安定した強さを見せ、第4ステージ、第11ステージで優勝。通算勝利数を6に増やした。
2020年、ジロ・デ・イタリアで第2、13ステージで優勝。通算勝利数を8に増やした。

## 主な戦績

### 2005年
- イタリア選手権　優勝（個人タイムトライアル・ジュニア部門）

### 2006年
- ジュニア世界選手権自転車競技大会　優勝(個人ロードレース)

### 2007年
- ジュニア世界選手権自転車競技大会　優勝(個人ロードレース)

### 2010年
- グラン・プレミオ・インドゥストリア・エ・コンメルチョ・ディ・プラート　優勝

### 2011年
- ジロ・デ・イタリア　区間優勝（第17ステージ）
- ツアー・オブ・スロベニア　総合優勝（第3ステージ優勝）

### 2012年
- セッティマーナ・インテルナツィオナーレ・ディ・コッピ・エ・バルタリ　ポイント賞、ヤングライダー賞（第3,4ステージ優勝）
- フレッシュ・ワロンヌ　9位
- クラシカ・サンセバスティアン　10位
- グラン・プレミオ・インドゥストリア・エ・コッメルチョ・アルティジャナート・カルナゲーゼ　優勝
- グランプリ・シクリスト・ド・ケベック　6位
- ミラノ〜トリノ　2位

### 2013年
- パリ〜ニース 総合7位
- セッティマーナ・インテルナツィオナーレ・ディ・コッピ・エ・バルタリ　総合優勝（第2ステージ優勝）
- バイエルン・ルントファールト　ヤングライダー賞
- ツール・ド・ポローニュ　区間優勝（第1ステージ）
- ミラノ～トリノ　優勝
- コッパ・サバティーニ　優勝
- ジロ・デッレミリア　優勝

### 2014年
- ツアー・ダウンアンダー　区間優勝（第2ステージ）
- グラン・プレミオ・チッタ・ディ・カマイオーレ　優勝
- ジロ・デ・イタリア　区間優勝（第5,8ステージ）

### 2015年
- ジロ・デ・イタリア　区間優勝（第7ステージ）
- メモリアル・マルコ・パンターニ　優勝

### 2016年
- ジロ・デ・イタリア　区間優勝（第4,11ステージ）
- ツアー・オブ・スロベニア　区間優勝（第3ステージ・個人タイムトライアル）
- シルクイト・デ・ゲチョ　優勝
- チェコ・サイクリング・ツアー　総合優勝（第3ステージ優勝）
- グランプリ・シクリスト・ド・モンレアル　3位

### 2017年
- グラン・プレミオ・コスタ・デリ・エトルスキ　優勝
- グランプリ・シクリスト・ド・モンレアル 優勝

### 2018年
- ツール・ド・スイス　区間優勝（第5ステージ）

### 2019年
- グラン・プレミオ・ディ・ルガーノ 優勝
- ツアー・オブ・スロベニア　 総合優勝（第3ステージ優勝）
- READY STEADY TOKYO 東京五輪テスト大会　優勝

### 2020年
- ツール・ド・ルクセンブルク　 総合優勝、 ポイント賞（第1、4ステージ優勝）
- ジロ・デ・イタリア 区間優勝（第2、13ステージ）

### 2021年
- ツアー・オブ・スロベニア 区間優勝（第4ステージ）
- セッティマーナ・チクリスティカ・イタリアーナ（英語版）　 総合優勝（第1、4ステージ優勝）

### 2022年
- グラン・プレミオ・インドゥストリア・エ・アルティジャナート 優勝
- ツール・デュ・リムザン 区間優勝（第3ステージ）

### 2023年
- ツアー・オブ・オマーン 区間優勝（第4ステージ）

### 2024年
- セッティマーナ・インテルナツィオナーレ・ディ・コッピ・エ・バルタリ 区間優勝（第2ステージ）
- ツアー・オブ・オーストリア  総合優勝、 ポイント賞（第3ステージ優勝）
- ツール・ド・ポローニュ  ポイント賞

### 2025年
- ツアー・オブ・ヘラス（英語版）  ポイント賞
- ジロ・デッラッペンニーノ 優勝